# Drinkstone Green
Drinkstone Green – przysiółek w Anglii, w Suffolk. Leży 11,1 km od miasta Bury St Edmunds, 25,7 km od miasta Ipswich i 101,3 km od Londynu. W 2015 miejscowość liczyła 617 mieszkańców.